# Werner de la Marca del Norte
Werner (también Wirinher o Werinharius) (murió el 11 de noviembre de 1014) fue un margrave de la Marca del Norte desde 1003 hasta 1009. Era primo de su contemporáneo, el obispo e historiador Tietmaro de Merseburgo.

## Biografía
Werner era el hijo mayor de Lotario I, margrave de la Marca del Norte, y su esposa Godila de Rothenburg, una franconia. Nació cuando su madre tenía solo trece años de edad. Werner raptó a Liutgarda, la hija mayor de Ecardo I de Meissen, del castillo de Quedlinburg y, en enero de 1003, se casó con ella. Aquel mismo año, Werner sucedió a su padre en la Marca del Norte, pero fue destituido del cargo y privado de sus títulos en 1009 después de las acusaciones formuladas por el conde Dedo I de Wettin. Fue reemplazado como margrave por su rival, Bernardo de Haldensleben. En 1013, el emperador Enrique II consideró que Werner y Ecardo II, su cuñado, estaban demasiado estrechamente aliados con Boleslao I de Polonia.
La esposa de Werner murió antes que él, el 13 de noviembre de 1012. Werner, acompañado por sus primos Enrique y Federico, raptaron a Reinhilda, la "señora de Beichlingen," en noviembre de 1014. Fue capturado, pero antes de que pudieran enjuiciarlo, fue asesinado en Allerstedt el 11 de noviembre de 1014, «habiendo soportado pacientemente cualquier infortunio que desde entonces se le había presentado», según Tietmaro. Fue enterrado junto a su mujer en el monasterio familiar de Walbeck. No tuvo hijos.